# Бичюнас, Витаутас
Ви́таутас Бичю́нас (лит. Vytautas Bičiūnas; 20 августа 1893, дер. Кловайняй, ныне Пакруойский район Литвы — 18 ноября 1945, Свердловск) — литовский критик, драматург, режиссёр, прозаик, художник.

## Биография
Учился в гимназии в Шавлях (1906—1912). Четыре года учился в Казанском художественном училище.
Во время Первой мировой войны переехал в Петроград, работал в Литовском комитете. В 1917 году редактировал газету «Летувю балсас» („Lietuvių balsas“, «Голос литовцев»).
В 1918 году вернулся в Литву. Работал учителем, преподавал в Каунасском художественном училище. Работал в редакции газеты «Летува» („Lietuva»“, «Литва»), позднее был редактором клерикальной газеты «И Лайсве» („Į Laisvę“, «К Свободе») и других изданий. С 1920 года экспонировал свои произведения на выставках изобразительного искусства. Организовывал театральные труппы и руководил ими.
Репрессирован советскими властями в 1941 году.

## Творчество

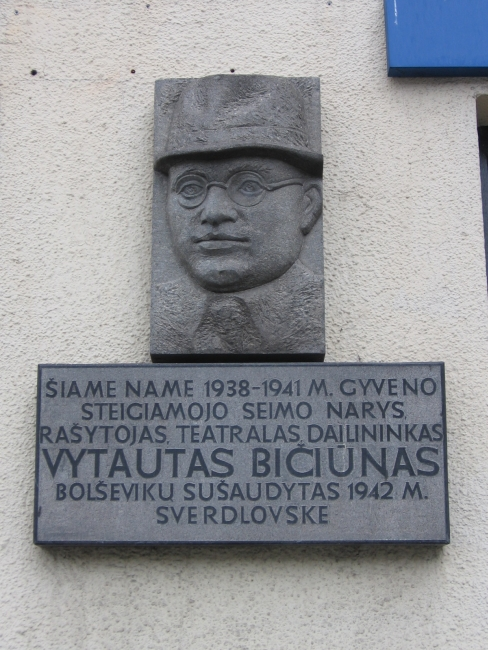
Мемориальная таблица на доме в Каунасе, в котором жил Бичюнас

Дебютом считается постановка его драматической картины шяуляйским обществом «Варпас» в 1911 году. Первая книга стихотворений «Мои сочинения» («Mano raštai») вышла под псевдонимом Jurgis Šmalvaris в 1922 году.
Писал драматические произведения. Выпустил также несколько книг беллетристики. В периодике опубликовал множество рецензий и аналитических обзоров современной литовской литературы; отдельными книгами издавались работы о произведениях Винцаса Креве (1930) и Пятраса Вайчюнаса (1936).
Сотрудничал в многочисленных литовских газетах и в рижской газете «Сегодня», в журналах «Тримитас», «Вайрас», «Жидинис» и других изданиях. Использовал псевдонимы V. B-nas, L. Straigis, Spektor, Jurgis Šmalvaris. Рассказ «Волк» переводился на польский (1931) и латышский (1935) языки, рассказ «Ребёнок» на польский (1931).

## Издания
- Mano raštai. Eilėraščiai. — Kaunas, 1922. — 41 p.
- Mano apysakos. — Kaunas: Anga, 1928. — 175 p.
- Paskendę milijonai. Apysaka. — Kaunas: Spauda, 1928. — 131 p.
- Žalgiris. 5 v. istoriška drama. — Kaunas: Vytauto Didžiojo komitetas, 1932. — 195 p.
- Ponia Barbė. 3 v., 4 pav. satyr. operetė-mozaika. — Kaunas: Žvigždikis, 1933. — 117 p.
- Aukšlytė. Apysaka vaikams ir jaunimui. Iliustr. R. Kalpokas. Kaunas — Marijampolė: Dirva, 1938. — 157 p.